# Rapa Nui (film)
Rapa Nui – dramat produkcji amerykańskiej, dotyczący zaginionej cywilizacji na Wyspie Wielkanocnej w czasach rozkwitu tamtejszej kultury.
Fabuła opowiada o wojnie między dwoma szczepami (Krótkouchych i Długouchych), na tle rywalizacji o kobietę. Jej elementem jest autentyczny obrzęd – wyścig mający na celu zdobycie ptasich jaj, element kultu boga-ptaka. Film ma także wymowę ekologiczną: pokazuje, jak budowa gigantycznych kamiennych rzeźb doprowadza do wyniszczenia drzew i wyjałowienia gleby, wskutek czego byt wyspiarzy jest zagrożony.

## Obsada
- Jason Scott Lee jako Noro
- Esai Morales jako Make
- Sandrine Holt jako Ramana
- Eru Potaka-Dewes jako Ariki-mau
- Gordon Hatfield jako Riro